# Carlo II di Monaco
Carlo II di Monaco (Monaco, 26 gennaio 1555 – Monaco, 17 maggio 1589) è stato Signore di Monaco dal 1581 fino alla sua morte.

## Biografia

### Infanzia

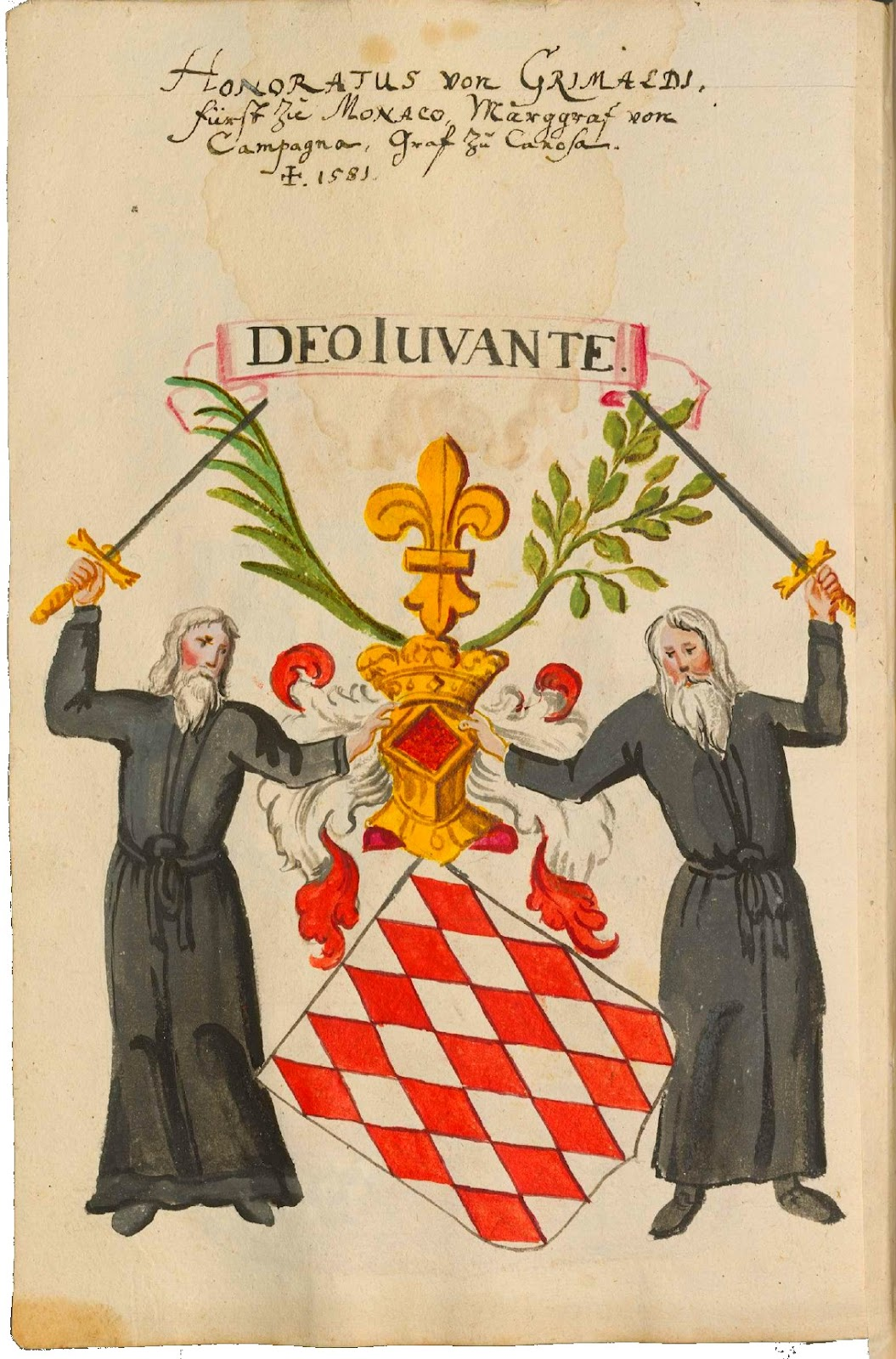
Stemma di Monaco in un codice bavarese

Carlo era il maggiore dei figli di Onorato I (1522-1581), Signore di Monaco, e di Isabella Grimaldi (m. 1583). Egli succedette alla morte del padre come Signore di Monaco nel 1581, ma il momento della sua ascesa non fu dei più favorevoli in quanto l'allora signoria monegasca si dibatteva a quel tempo tra le contestate sfere d'influenza di Francia e Spagna.

### Signore di Monaco

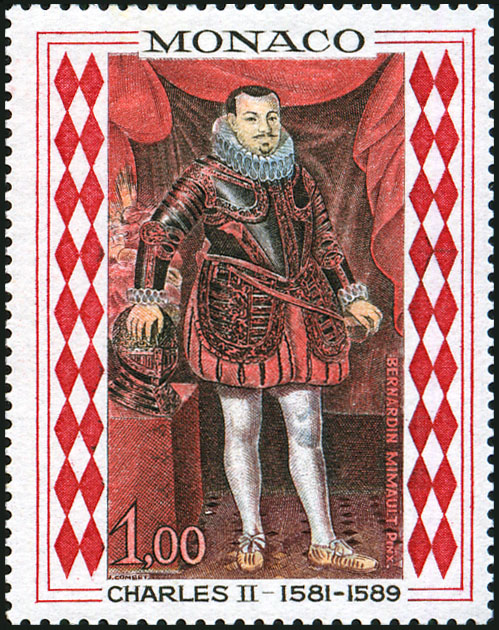
Carlo II, signore di Monaco in un francobollo

Poco dopo la sua ascesa al governo della signoria, la città di Monaco venne attaccata da 500 tra francesi e corsi che tentarono di assediare la fortezza dei Grimaldi e fu in questa occasione che avvenne uno dei più celebrati eventi miracolosi monegaschi. La leggenda narra che Santa Devota apparve sulle mura della fortezza e iniziò a scacciare in particolare i corsi dei quali ella era anche patrona, ricordando come il piccolo stato aveva dato asilo alle sue spoglie. I corsi furono atterriti da questa visione e si ritirarono poco dopo, costringendo i francesi ad una totale disfatta.

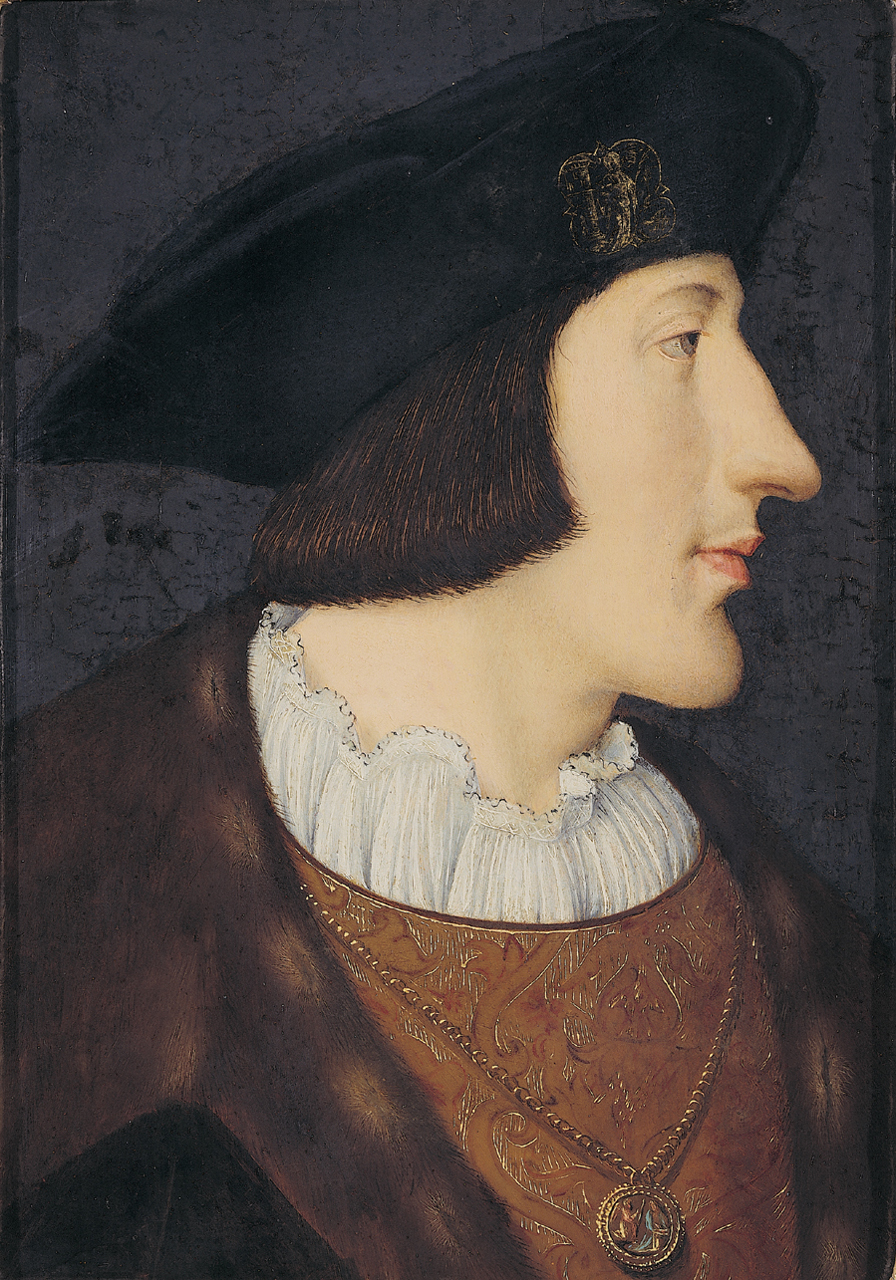
Carlo III di Savoia ritratto da Jean Clouet

Protetto dalla Spagna, durante gli scontri del 1524, Carlo viene ricordato per essere stato il primo Signore di Monaco a rifiutarsi di rendere omaggio al Duca di Savoia per il possesso delle città di Mentone e Roccabruna. Nel 1583 venne acclamato a gran voce dalla popolazione per aver fortificato queste due città.

### Morte

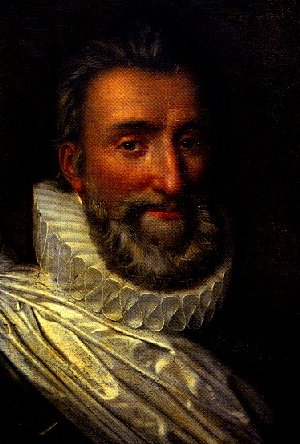
Ercole di Monaco

Carlo resse il governo di Monaco per soli otto anni prima di morire, all'età di 33 anni. Non essendosi mai sposato e non avendo avuto eredi, gli succedette il fratello minore Ercole.

## Ascendenza
|                            |                  |                              | Genitori                    |  |  | Nonni |  |  | Bisnonni          |  |  | Trisnonni                             |  |
|                            |                  |                              |                             |  |  |       |  |  | Lamberto Grimaldi |  |  | Niccolò Grimaldi , signore di Antibes |  |
|                            |                  |                              |                             |  |  |       |  |  | Lamberto Grimaldi |  |  | Niccolò Grimaldi , signore di Antibes |  |
|                            |                  | Cesarina Doria               |                             |  |  |       |  |  | Lamberto Grimaldi |  |  |                                       |  |
| Luciano I di Monaco        |                  |                              |                             |  |  |       |  |  | Lamberto Grimaldi |  |  |                                       |  |
|                            |                  | Claudina di Monaco           | Catalano di Monaco          |  |  |       |  |  |                   |  |  |                                       |  |
|                            |                  | Claudina di Monaco           | Catalano di Monaco          |  |  |       |  |  |                   |  |  |                                       |  |
|                            |                  | Claudina di Monaco           | Bianca Del Carretto         |  |  |       |  |  |                   |  |  |                                       |  |
| Onorato I di Monaco        |                  | Claudina di Monaco           |                             |  |  |       |  |  |                   |  |  |                                       |  |
|                            |                  | Tanneguy de Pontevès-Cabanes | Antoine de Pontevès-Cabanes |  |  |       |  |  |                   |  |  |                                       |  |
|                            |                  | Tanneguy de Pontevès-Cabanes | Antoine de Pontevès-Cabanes |  |  |       |  |  |                   |  |  |                                       |  |
|                            |                  | Tanneguy de Pontevès-Cabanes | Jaumette Monge              |  |  |       |  |  |                   |  |  |                                       |  |
| Jeanne de Pontevès-Cabanes |                  | Tanneguy de Pontevès-Cabanes |                             |  |  |       |  |  |                   |  |  |                                       |  |
|                            |                  | Jeanne de Villeneuve         | Louis de Villeneuve         |  |  |       |  |  |                   |  |  |                                       |  |
|                            |                  | Jeanne de Villeneuve         | Louis de Villeneuve         |  |  |       |  |  |                   |  |  |                                       |  |
|                            |                  | Jeanne de Villeneuve         | Colette de Castillon        |  |  |       |  |  |                   |  |  |                                       |  |
| Carlo II di Monaco         |                  | Jeanne de Villeneuve         |                             |  |  |       |  |  |                   |  |  |                                       |  |
|                            | Giorgio Grimaldi | Angelo Grimaldi              |                             |  |  |       |  |  |                   |  |  |                                       |  |
|                            | Giorgio Grimaldi | Angelo Grimaldi              |                             |  |  |       |  |  |                   |  |  |                                       |  |
|                            | Giorgio Grimaldi | …                            |                             |  |  |       |  |  |                   |  |  |                                       |  |
| Giovanni Battista Grimaldi | Giorgio Grimaldi |                              |                             |  |  |       |  |  |                   |  |  |                                       |  |
|                            |                  | Isabella Fieschi             | Giorgio Fieschi             |  |  |       |  |  |                   |  |  |                                       |  |
|                            |                  | Isabella Fieschi             | Giorgio Fieschi             |  |  |       |  |  |                   |  |  |                                       |  |
|                            |                  | Isabella Fieschi             | …                           |  |  |       |  |  |                   |  |  |                                       |  |
| Isabella Grimaldi          |                  | Isabella Fieschi             |                             |  |  |       |  |  |                   |  |  |                                       |  |
|                            |                  | Agostino Pallavicini         | Domenico Pallavicini        |  |  |       |  |  |                   |  |  |                                       |  |
|                            |                  | Agostino Pallavicini         | Domenico Pallavicini        |  |  |       |  |  |                   |  |  |                                       |  |
|                            |                  | Agostino Pallavicini         | Maria Gentile               |  |  |       |  |  |                   |  |  |                                       |  |
| Maddalena Pallavicini      |                  | Agostino Pallavicini         |                             |  |  |       |  |  |                   |  |  |                                       |  |
|                            |                  | …                            | …                           |  |  |       |  |  |                   |  |  |                                       |  |
|                            |                  | …                            | …                           |  |  |       |  |  |                   |  |  |                                       |  |
|                            |                  | …                            | …                           |  |  |       |  |  |                   |  |  |                                       |  |
|                            |                  | …                            |                             |  |  |       |  |  |                   |  |  |                                       |  |